# Pitimbu
Pitimbu is een gemeente in de Braziliaanse deelstaat Paraíba. De gemeente telt 16.832 inwoners (schatting 2009).